# V915 Скорпіона
V915 Скорпіона (HR 6392, HD 155603) — помаранчевий гіпергігант змінної зірки в сузір'ї Скорпіона.

## Оточення

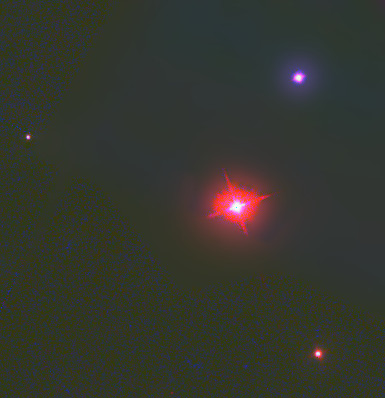
V915 Скорпіона та його супутники були виявлені космічним телескопом Габбл

V915 Скорпіона оточений рідкісною асоціацією OB Moffat 2. Він також оточений оболонкою з пилу та газу, створюючи значний надлишок інфрачервоного випромінювання.
V915 Скорпіона класифікується як потрійна зірка. На відстані 15 дюймів розташована зірка Вольфа-Райє WR 85, одна з найяскравіших відомих зірок, але все ще візуально на чотири зоряні величини слабкіша за V915. Компонент C — це зірка класу K 10-ї зоряної величини на відстані 17 дюймів. Також є зірка 14-ї величини на відстані 22 дюйма. Фотометрія та космічний рух показують, що лише V915 та WR 85 лежать на однаковій відстані, тоді як дві інші зірки є об'єктами переднього плану. Припущення щодо яскравості кожної зірки припускають відстань 2600, а прогнозований відрив 0.2.
На відстані чотирьох кутових хвилин знаходяться ще два ймовірних члени асоціації, гігант B0 10-ї величини та зірка OB 11-ї величини. Підгонка членів асоціації до головної послідовності дає дуже невизначену відстань 1,8 кпк. Кінематичну відстань було розраховано для бульбашки навколо WR 85 при 2,8 кпк. Відстань до V915 Скорпіона, отримана за мінімального міжзоряного вимирання, становить 7300 пк. Однак зірка значно почервоніла, і це призводить до відстані 2630 пк. Аналіз WR 85 як світлої багатої на водень зірки показує відстань 6600 пк. Паралакс Gaia EDR3 V915 Scorpii передбачає відстань близько 1800, хоча й зі значною кількістю астрометричного шуму. Паралакс для WR 85 є значно надійнішим і передбачає відстань близько 2400 пк.

## Змінна

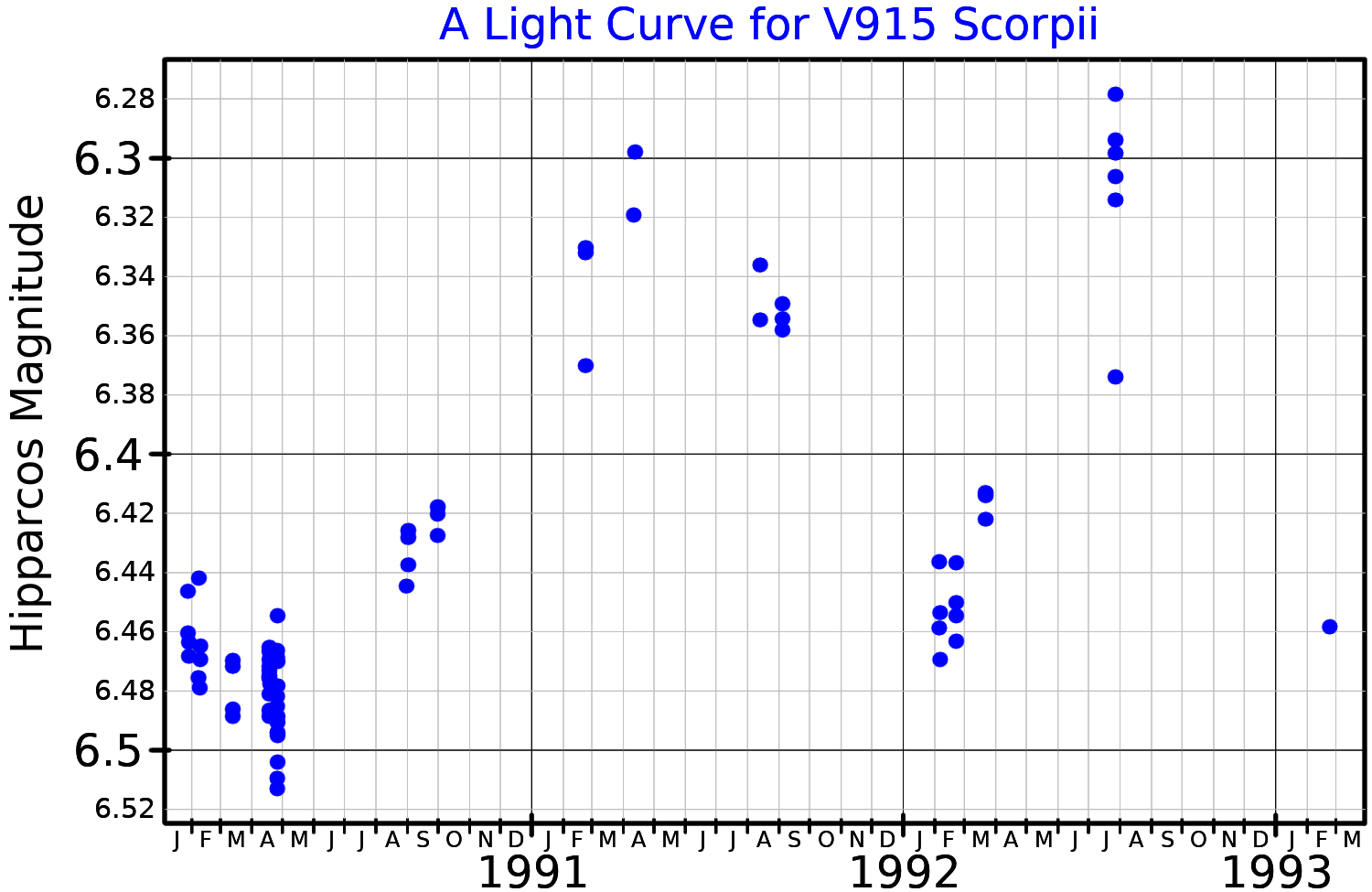
Крива блиску для V915 Scorpii, побудована на основі даних Hipparcos

V915 Скорпіона змінюється майже на половину величини, але природа змін невідома. Будь-який період, пов'язаний із варіацією, перевищує 600 днів.

## Властивості
Відстань до V915 є дуже невизначеною, і її майже не спостерігали протягом останніх 20 років, але її абсолютна зоряна величина постійно визначається між −8 і −9, що робить його надзвичайно яскравим надгігантом. Однак деякі останні публікації дають менш екстремальну болометричну світність приблизно 74,000 L☉.